# Seznam dílů seriálu Star Trek: Fenomén
Toto je seznam dílů seriálu Star Trek: Fenomén. Americký televizní sci-fi seriál Star Trek: Fenomén je uváděn od 28. října 2021, první řada internetové platformě Paramount+ a druhá řada na Netflixu. Celkem bylo zveřejněno 40 dílů seriálu.

## Přehled řad
| Řada | Díly | Premiéra v USA              | Premiéra v USA                 | Premiéra v ČR                | Premiéra v ČR                    |
| Řada | Díly | První díl                   | Poslední díl                   | První díl                    | Poslední díl                     |
| ---- | ---- | --------------------------- | ------------------------------ | ---------------------------- | -------------------------------- |
| 1    | 20   | 28. října 2021 (Paramount+) | 29. prosince 2022 (Paramount+) | 18. dubna 2022 (Nickelodeon) | 24. listopadu 2022 (Nickelodeon) |
| 2    | 20   | 1. července 2024 (Netflix)  | 1. července 2024 (Netflix)     | 12. srpna 2024 (SkyShowtime) | 12. srpna 2024 (SkyShowtime)     |

## Seznam dílů

### První řada (2021-2022)
| Č. v seriálu | Č. v řadě | Původní název           | Český název                                    | Hvězdné datum  | Režie                      | Scénář | Premiéra v USA                     | Premiéra v ČR                                |
| ------------ | --------- | ----------------------- | ---------------------------------------------- | -------------- | -------------------------- | --- | ---------------------------------- | -------------------------------------------- |
| 1–2          | 12        | Lost & Found            | Ztráty a nálezy                                | neznámé        | Ben Hibon                  | Kevin Hageman a Dan Hageman | 28. října 2021                     | 18. dubna 202219. dubna 2022                 |
| 3            | 3         | Starstruck              | V poslední chvíli                              | neznámé        | Alan Wan                   | Chad Quandt | 4. listopadu 2021                  | 13. dubna 2022 (předpremiéra) 20. dubna 2022 |
| 4            | 4         | Dreamcatcher            | Lapač snů                                      | neznámé        | Steve Ahn a Sung Shin      | Lisa Schultz Boyd | 11. listopadu 2021                 | 21. dubna 2022                               |
| 5            | 5         | Terror Firma            | Protohvězda                                    | neznámé        | Alan Wan a Olga Ulanova    | Julie Benson a Shawna Benson | 18. listopadu 2021                 | 22. dubna 2022                               |
| 6            | 6         | Kobayashi               | Kobajaši                                       | neznámé        | Alan Wan                   | Aaron J. Waltke | 6. ledna 2022                      | 25. dubna 2022                               |
| 7            | 7         | First Con-tact          | První kon-takt                                 | neznámé        | Steve Ahn a Sung Shin      | Diandra Pendleton-Thompson | 13. ledna 2022                     | 26. dubna 2022                               |
| 8            | 8         | Time Amok               | Časový amok                                    |                | Olga Ulanova a Sung Shin   | Nikhil S. Jayaram | 20. ledna 2022                     | 27. dubna 2022                               |
| 9–10         | 910       | A Moral Star            | Morální hvězda, část 1.Morální hvězda, část 2. | neznámé61103.1 | Ben Hibon                  | Kevin Hageman, Dan Hageman, Julie Benson, Shawna Benson, Lisa Schultz Boyd, Nikhil S. Jayaram, Diandra Pendleton-Thompson, Chad Quandt, Aaron J. Waltke  | 27. ledna 20223. února 2022        | 28. dubna 202229. dubna 2022                 |
| 11           | 11        | Asylum                  | Azyl                                           | 61209.5        | Steve Ahn a Sung Shin      | Kevin Hageman a Dan Hageman | 27. října 2022                     | 14. listopadu 2022                           |
| 12           | 12        | Let Sleeping Borg Lie   | Borga nechte spát                              | 61284.3        | Olga Ulanova a Sung Shin   | Diandra Pendleton-Thompson | 3. listopadu 2022                  | 15. listopadu 2022                           |
| 13           | 13        | All the World's a Stage | Jeviště všech světů                            | 61296.9        | Andrew L. Schmidt          | Aaron J. Waltke | 10. listopadu 2022                 | 16. listopadu 2022                           |
| 14           | 14        | Crossroads              | Křižovatky                                     | 61302.7        | Steve Ahn a Sung Shin      | Lisa Schultz Boyd | 17. listopadu 2022                 | 17. listopadu 2022                           |
| 15           | 15        | Masquerade              | Přetvářka                                      | neznámé        | Sung Shin                  | Nikhil S. Jayaram | 24. listopadu 2022                 | 18. listopadu 2022                           |
| 16           | 16        | Preludes                | Preludia                                       | neznámé        | Steve Ahn a Sung Shin      | Julie Benson, Shawna Benson, Kevin Hageman, Dan Hageman, Nikhil S. Jayaram, Diandra Pendleton-Thompson, Chad Quandt, Lisa Schultz Boyd a Aaron J. Waltke | 1. prosince 2022                   | 21. listopadu 2022                           |
| 17           | 17        | Ghost in the Machine    | Skrytý podprogram                              | neznámé        | Andrew L. Schmidt          | Chad Quandt | 8. prosince 2022                   | 22. listopadu 2022                           |
| 18           | 18        | Mindwalk                | Nesvůj                                         | neznámé        | Sung Shin                  | Julie Benson a Shawna Benson | 15. prosince 2022                  | 23. listopadu 2022                           |
| 19–20        | 1920      | Supernova               | Supernova, část 1.Supernova, část 2.           | neznámé        | Andrew L. SchmidtBen Hibon | Erin McNamaraKevin Hageman a Dan Hageman | 22. prosince 202229. prosince 2022 | 24. listopadu 202225. listopadu 2022         |

### Druhá řada (2024)
| Č. v seriálu | Č. v řadě | Původní název                | Český název                    | Hvězdné datum  | Režie                                      | Scénář                                                                                                | Premiéra v USA   | Premiéra v ČR  |
| ------------ | --------- | ---------------------------- | ------------------------------ | -------------- | ------------------------------------------ | --- | ---------------- | -------------- |
| 21–22        | 12        | Into the Breach              | Do útoku                       | neznámé61859.6 | Ben HibonAndrew L. Schmidt a Patrick Krebs | Kevin Hageman a Dan HagemanAaron J. Waltke                                                            | 1. července 2024 | 17. srpna 2024 |
| 23           | 3         | Who Saves the Saviors        | Kdo spasí spasitele?           | 61860.1        | Sung Shin                                  | Erin McNamara                                                                                         | 1. července 2024 | 17. srpna 2024 |
| 24           | 4         | Temporal Mechanics 101       | Úvod do časové machinace       | 112152.1       | Ben Hibon                                  | Keith Sweet II                                                                                        | 1. července 2024 | 17. srpna 2024 |
| 25           | 5         | Observer's Paradox           | Paradox pozorovatele           | 61865.1        | Ruolin Li a Andrew L. Schmidt              | Jennifer Muro                                                                                         | 1. července 2024 | 17. srpna 2024 |
| 26           | 6         | Imposter Syndrome            | Syndrom podvodníka             | neznámé        | Sung Shin                                  | Jennifer Muro                                                                                         | 1. července 2024 | 17. srpna 2024 |
| 27           | 7         | The Fast and the Curious     | Rychle a zvědavě               | 61875.9        | Sung Shin a Sean Bishop                    | Erin McNamara                                                                                         | 1. července 2024 | 17. srpna 2024 |
| 28           | 8         | Is There in Beauty No Truth? | Což v pravdě žádná krása není? | 61881.4        | Ruolin Li a Andrew L. Schmidt              | Keith Sweet II                                                                                        | 1. července 2024 | 17. srpna 2024 |
| 29–30        | 910       | The Devourer of All Things   | Vesmírný ničitel               | 61886.6neznámé | Sung ShinSean Bishop                       | Jennifer MuroAaron J. Waltke                                                                          | 1. července 2024 | 17. srpna 2024 |
| 31-32        | 1112      | Last Flight of the Protostar | Poslední let Protostar         | neznámé61898.2 | Ruolin Li a Andrew L. SchmidtSung Shin     | Diandra Pendleton-ThompsonAlex Hanson a Aaron J. Waltke                                               | 1. července 2024 | 17. srpna 2024 |
| 33           | 13        | A Tribble Called Quest       | Výprava za tribbly             | neznámé        | Sean Bishop                                | Keith Sweet II                                                                                        | 1. července 2024 | 17. srpna 2024 |
| 34           | 14        | Cracked Mirror               | Rozbité zrcadlo                | neznámé        | Ruolin Li                                  | Erin McNamara                                                                                         | 1. července 2024 | 17. srpna 2024 |
| 35–36        | 1516      | Ascension                    | Vzestup                        | 61945.4neznámé | Sung ShinSean Bishop                       | Erin McNamara, Jennifer Muro, Diandra Pendleton-Thompson, Keith Sweet II & Aaron J. WaltkeAlex Hanson | 1. července 2024 | 17. srpna 2024 |
| 37           | 17        | Brink                        | Na pokraji                     | 62083.5        | Ruolin Li                                  | Diandra Pendleton-Thompson                                                                            | 1. července 2024 | 17. srpna 2024 |
| 38           | 18        | Touch of Grey                | Stařecké šediny                | 62091.1        | Sung Shin                                  | Jennifer Muro                                                                                         | 1. července 2024 | 17. srpna 2024 |
| 39–40        | 1920      | Ouroboros                    | Uroboros                       | neznámé62314.8 | Sean BishopRuolin Li                       | Kevin & Dan Hageman a Aaron J. Waltke                                                                 | 1. července 2024 | 17. srpna 2024 |